# Ipacsfa, Baranya
Ipacsfa este un sat în districtul Siklós, județul Baranya, Ungaria, având o populație de 210 locuitori (2011). 

## Demografie
Componența etnică a satului Ipacsfa
     Maghiari (96,28%)
     Croați (3,72%)
Componența confesională a satului Ipacsfa
     Romano-catolici (37,62%)
     Reformați (34,29%)
     Fără religie (5,71%)
     Necunoscută (22,38%)
     Alte religii (1,9%)
Conform recensământului din 2011, satul Ipacsfa avea 210 locuitori. Din punct de vedere etnic, majoritatea locuitorilor (96,28%) erau maghiari, cu o minoritate de croați (3,72%). Nu există o religie majoritară, locuitorii fiind romano-catolici (37,62%), reformați (34,29%) și persoane fără religie (5,71%). Pentru 22,38% din locuitori nu este cunoscută apartenența confesională.